# Справа Фріцля
Справа Фріцля виникла в квітні 2008, коли Елізабет Фріцль (нар. 6 квітня 1966) повідомила поліції міста Амштеттен, Австрія, що її 24 роки тримає у полоні батько Йозеф Фріцль (нар. 9 квітня 1935). Фріцль багато разів зазнавала сексуального насильства та зґвалтування під час ув’язнення всередині прихованої ділянки в підвалі сімейного будинку. Внаслідок батьківських зґвалтувань Елізабет народила сімох дітей: троє з них лишилися у полоні з матір’ю. Одна дитина через кілька днів після народження захворіла на пневмонію,і померла без надання медичної допомоги. Фріцль утилізував тіло у спалювальному пристрої, інших трьох виховували Фріцль та його дружина Розмарі.

## Історія справи
Йозеф Фріцль народився 9 квітня 1935 року в Амштеттен, Австрія. У 1956 році, у 21 рік, одружився з 17-річною Розмарі (нар. 23 вересня 1939), яка народила від нього двох синів та п’ятьох дочок, у тому числі Елізабет, 6 квітня 1966 року. Фріцль, як повідомляється, почав сексуально зловживати дочкою в 1977 році, коли їй було 11 років.
Після закінчення обов’язкової освіти у 15 років Елізабет почала відвідувати курси, щоб стати офіціанткою. У січні 1983 року вона з другом з роботи втекла з дому і переїхала до Відня. За три тижні поліція знайшла і повернула її до батьків. Тим часом Елізабет продовжила навчання та закінчила курси в середині 1984 року, і отримала пропозицію роботи в сусідньому Лінці.

### Полон
28 серпня 1984 року, після того, як Елізабет виповнилося 18, Фріцль заманив доньку в підвал сімейного будинку, сказавши, що потребує допомоги у перенесенні дверей. Це був останній засіб, необхідний для запечатування в'язниці, де Елізабет тримали в полоні. Після того, як Елізабет потримала двері на місці, поки Фріцль вставляв їх у раму, він змоченим у ефірі рушником тримав обличчя дочки, доки вона не втратила свідомості, а потім кинув її в камеру.
Після зникнення Елізабет мати (Розмарі) подала в поліцію про зникненні безвісти. Майже через місяць Фріцл передав у поліцію лист, перший із кількох, які він змусив Елізабет писати з полону. У листі з поштовим штемпелем Браунау зазначалося, що Елізабет втомилася жити зі своєю сім’єю і залишається з другом; вона попередила батьків не шукати її, або вона покине країну. З "листа" Фріцль поліції також можна було зрозуміти, що вона, швидше за все, приєдналася до релігійного культу.
Протягом наступних 24 років Фріцль відвідував Елізабет в таємній камері майже щодня або мінімум тричі на тиждень, приносячи їжу та інші припаси. Після арешту він визнав, що неодноразово її ґвалтував. Під час полону Елізабет народила сімох інцестних дітей. Одну дитину незабаром після народження вбив батько, трьох (Лізу, Моніку та Олександра) було визнано місцевими органами соціальних служб як безхатченків і надано в опікунство прийомних батьків, Фріцля та дружини. Чиновники сказали, що Фріцль "дуже правдоподібно" пояснив, як троє зовсім маленьких немовлят з'явилися на його порозі. Сім'я регулярно відвідувала соціальних працівників, які не мали жодної підозри стосовно нещирості подружжя.
Після народження четвертої дитини в 1994 році Фріцль вирішив збільшити в'язницю з 35 до 55 м. кв., примусивши Елізабет та її дітей роками працювати, викопуючи ґрунт голими руками. Бранці власного діда та батька мали телевізор, радіо та відеокасети. Їжу можна було зберігати в холодильнику, варити або нагрівати на гарячих плитах. Елізабет навчала дітей читати і писати. Часом Фріцль вимикав електрику або відмовлявся доставляти їжу цілими днями, щоб покарати їх.
Фріцль сказав Елізабет та трьом дітям, які залишилися (Керстін, Стефан та Фелікс), що задушить їх газом, якщо вони спробують втекти з полону. Слідчі пізніше дійшли висновку, що це була порожня погроза з метою залякати полонених; подачі газу в підвал не було. Після арешту він заявив, що сказав їм, нібито вони отримають ураження електричним струмом і помруть, якщо вони намагатимуться пошкодити або зірвати двері підвалу.
За словами сестри Фріцля Крістіни, він щоранку о 09:00 заходив у підвал, нібито малювати плани машин, які продавав фірмам. Часто він залишався там на ніч і не дозволяв дружині приносити йому каву. Орендар, який знімав кімнату на першому поверсі в будинку протягом дванадцяти років, стверджував, що чує шуми з підвалу, які, як пояснив Фріцль, були від "несправних труб" або газової системи опалення.

### Викриття
19 квітня 2008 року Фріцль погодився звернутися до лікаря після того, як Керстін, старша дочка/онука, впала без свідомості. Елізабет допомогла йому винести Керстін з камери і побачила зовнішній світ вперше за 24 роки. Фріцль змусив її повернутися до камери, де вона залишилася ще на один, останній тиждень. Керстін доставили швидкою до місцевої лікарні, Landesklinikum Amstetten, і прийняли у важкому, з небезпекою для життя стані: нирки відмовляли. Пізніше Фріцль прибув до лікарні, стверджуючи, що знайшов записку, написану матір'ю Керстін. Він обговорив стан Керстін та записку з лікарем Альбертом Рейтером.
Медичному персоналу аспекти історії Фріцля видалися дуже підозрілими, і 21 квітня лікарі попередили поліцію, яка вже потім оприлюднила звернення в громадських ЗМІ щодо зниклої матері та надала додаткову інформацію про історію хвороби Керстін. Поліція відновила матеріали справи про зникнення Елізабет Фріцль. Фріцль повторив свою історію про те, що Елізабет перебуває в релігійному культі, і наголосив на тому, що "останній лист" від неї січня 2008 був з міста Кематен. Поліція зв’язалася з Манфредом Вольфартром, церковним офіцером та експертом з питань культів, який висловив сумніви щодо існування описаної Фріцлем групи. Він зазначив, що листи Елізабет здаються продиктованими та дивно написаними.
Елізабет благала Фріцля відвезти її до лікарні. 26 квітня 2008 року він випустив її з льоху разом із синами Стефаном та Феліксом. Він та Елізабет пішли до лікарні, де лікувалася Керстін. Того вечора поліція отримала дзвінок із лікарні про те, що підозрілі особи відвідували Керстін. Поліцейські поспішили до лікарні, приїхавши вчасно, щоб зловити Йозефа Фріцла та Елізабет. Обох доправили до штабу поліції та допитали окремо.
Елізабет Фріцль не надавала поліції жодних деталей свого полону, допоки їй не пообіцяли, що їй ніколи більше не доведеться бачити батька. Протягом наступних двох годин вона розповіла історію 24 років полону. Елізабет розповіла, що батько ґвалтував її і змушував переглядати порнографічні відеоролики, які сам знімав з нею перед своїми дітьми з метою її приниження. Незабаром після півночі поліцейські завершили співбесіду. Фріцль, віком 73 роки, був заарештований 26 квітня за підозрою у серйозних злочинах проти членів своєї сім'ї.
В ніч на 27 квітня Елізабет, її діти та її мати Розмарі отримали опіку держави. Поліція заявила, що Фріцль розповів слідчим про те, як увійти до підвальної камери через невеликі приховані двері, відкриті секретним кодом без ключа. Мати 24 роки не знала про те, що сталося з Елізабет.
29 квітня було оголошено, що тести ДНК підтверджують Фріцля як біологічного батька дітей його дочки. Його захисник, Рудольф Майєр, заявив, що хоча тест ДНК й підтвердив інцест, все ще потрібні докази зґвалтування та поневолення. На щоденній прес-конференції 1 травня австрійська поліція заявила, що Фріцль змусив Елізабет написати лист минулого року, в якому вказав, що він, можливо, планував звільнити її та дітей. У листі сказано, що вона хоче повернутися додому, але "це ще не можливо". Поліція вважає, що Фріцль планував удати, нібито врятував свою доньку від її вигаданого культу. Прес-секретар поліції Франц Полцер заявив, що поліція планувала взяти інтерв'ю щонайменше в 100 людей, які так чи інакше проживали як орендарі в багатоквартирному будинку Фріцля протягом останніх 24 років.

## Камера
Садиба Фріцля в Амштеттен веде свою історію приблизно з 1890 року. Новіша будівля зведена після 1978 року, коли Фріцль подав заяву на отримання дозволу на будівництво "прибудови з підвалом". У 1983 році будівельні інспектори відвідали місце і перевірили, чи було збудовано нову прибудову відповідно до розмірів, зазначених у дозволі. Фріцль незаконно збільшив приміщення, розкопавши простір для значно більшого підвалу, прихованого стінами. Біля 1981 або 1982 років, згідно з його заявою, Фріцль почав перетворювати підвал у тюремну камеру і встановив умивальник, туалет, ліжко, опалення та холодильник. У 1983 році він додав більше місця, створивши прохід до раніше існуючої підвальної території під старою частиною власності, про яку знав лише він.
Прихований підвал мав коридор довжиною 5 метрів, приміщення для зберігання та три невеликі відкриті комірки, з'єднані вузькими проходами; і основну зону, приготування їжі та санвузол, а потім дві спальні зони по два ліжка. Він мав площу приблизно 55 м2 (590 фут2). Камера мала дві точки доступу: навісні двері, що важили 500 кг, які, як вважається, стали непридатними з роками через свою вагу, і металеві двері, армовані бетоном і на сталевих рейках вагою 300 кг, 1 м (3,3 фут) висотою і 60 см (2 фут) шириною. Вони знаходилися за полицею в підвальній майстерні Фріцля, захищеною електронним кодом з пульта дистанційного керування. Щоб дістатися до цих дверей, потрібно було перетнути п’ять замкових кімнат підвалу. Щоб дістатися до району, де утримувались Елізабет та її діти, загалом потрібно було розблокувати вісім дверей, з яких двоє були додатково закріплені електронними блокувальними пристроями.

## Ключові події
| Дата                 | Ключова подія |
| -------------------- | --- |
| 1977 рік             | Фріцл починає сексуально зловживати своєю 11-річною дочкою Елізабет. |
| 1981–82              | Фріцл починає перетворювати прихований льох у тюремну камеру. |
| 28 серпня 1984 року  | Фріцл заманює 18-річну Елізабет у льох і полонить її. |
| Листопад 1986 року   | Елізабет має викидень на 10-му тижні вагітності. |
| 30 серпня 1988 року  | Керстін народилась і живе в погребі до 2008 року. |
| 1 лютого 1990 року   | Народжений Стефан. Він також залишається в погребі до 2008 року. |
| 29 серпня 1992 року  | Народжується Ліза. У травні 1993 року, у віці 9 місяців, її виявляють поза сімейним будинком у картонній коробці, яку нібито залишила Елізабет із запискою про прохання догляду за дитиною. |
| 1993 рік             | Після неодноразових прохань Елізабет Фріцль дозволяє розширити в'язницю, примусивши Елізабет та її дітей роками копати ґрунт руками. В'язниця збільшена з 35 м² до 55 м². |
| 26 лютого 1994 року  | Народилася четверта дитина, Моніка. |
| Грудень 1994 року    | 10-місячну Моніку знаходять у дитячому візку біля входу будинку. Незабаром Розмарі отримує телефонний дзвінок з проханням піклуватися про дитину. Абонент звучить як Елізабет, але передбачається, що Фріцль використав запис її голосу. Розмарі повідомила про інцидент у поліцію, висловивши здивування, що Елізабет знає їх новий номер телефону.      |
| 28 квітня 1996 року  | Елізабет народжує хлопчиків-близнюків. Один помирає менше ніж за 3 дні, і Фріцл забирає і кремує тіло. Близнюка, що вижив, Олександра, виводять нагору у 15-місячному віці і «виявляють» за обставин, схожих на обставини знаходження двох його сестер.                                                                                                   |
| 16 грудня 2002 року  | Народжується Фелікс. Згідно із заявою Фріцля, він тримав Фелікса в підвалі разом з Елізабет та двома її старшими дітьми, оскільки його дружина не могла доглядати за іншою дитиною. |
| 19 квітня 2008 року  | Фріцль домовляється про те, щоб критично хвору 19-річну Керстіну доставити до місцевої лікарні. |
| 26 квітня 2008 року  | Протягом вечора Фріцль відпускає Елізабет, Стефана та Фелікса з льоху і приводить їх нагору, повідомляючи дружині, що Елізабет вирішила повернутися додому після 24-річної відсутності. Пізніше того вечора, після анонімного візиту до лікарні, Фріцль та Елізабет потрапляють під варту, де вона розкриває своє десятиліття ув'язнення під час допитів. |
| 19 березня 2009 року | Після 4-денного судового розгляду в місті Сент-Пьольтен і за 3 тижні до свого 74-го дня народження Фріцль визнає вину за звинуваченням у вбивстві з необережності свого немовляти/онука Майкла, а також за десятиліття поневолення, інцесту, зґвалтування, примусу та фальшивого ув’язнення дочки Елізабет, і засуджений до довічного позбавлення волі.   |

## Йозеф Фріцль

### Біографія
Йозеф Фріцль (нині відомий як Майрхофф) народився 9 квітня 1935 року в Амштеттені у Йозефа Фріцля-старшого та Марії Фріцль. Він ріс єдиною дитиною, яку виховувала виключно працююча мати. Батько покинув сім'ю, коли Фріцлю було чотири, і більше не контактував з ним. Пізніше Фріцль-старший воював солдатом Вермахту під час Другої світової війни, а в 1944 році загинув. Його ім'я фігурує на меморіальній дошці в Амштеттен.
У 1956, у віці 21 років, Йозеф Мейрхофф (колишній Фріцль) одружився з 17-річною Розмарі, з якою мав двох синів та п’ятьох дочок.
Закінчивши освіту в технічному коледжі HTL з кваліфікацією електротехніки, Фріцль влаштувався на роботу в металургійного комбінату в Лінці. З 1969 по 1971 рік працював на будівельну фірму в Амштеттен. Пізніше став продавцем технічного обладнання, подорожуючи всією Австрією. Звільнився з активної зайнятості, коли в 1995 йому виповнилося 60, але продовжував комерційну. Окрім свого багатоквартирного будинку в Амштеттені, Фріцль взяв в оренду ще кілька об'єктів нерухомості. У 1972 році він придбав пансіонат та сусідній кемпінг на озері Мондзее і керував ним разом із дружиною до 1996 року.

### Кримінальна історія
У 1967 році 32-річний Фріцль увірвався в будинок 24-річної медсестри в Лінці, коли її чоловік був відсутній, і зґвалтував її, тримаючи ніж до горла й погрожуючи вбити, якщо закричить. Відповідно до щорічного звіту за 1967 рік та прес-релізу того ж року, він також був підозрюваним у справі замаху на зґвалтування 21-річної жінки і був відомий непристойним викриттям[що це?]. Фріцль був заарештований і відбув 12 місяців в'язниці за 18 місяців. Відповідно до австрійського законодавства, його судимість була вилучена через 15 років. Як результат, більш ніж через 25 років, коли він подав заяву на усиновлення та/або прийом дітей Елізабет, місцеві органи соціальних служб не виявили його кримінальної історії.

### Автопортретна та психіатрична оцінка
Після арешту Фріцль заявив, що його поведінка щодо дочки не є зґвалтуванням, а була консенсусною. Майєр передавав випуски з протоколів своїх розмов з клієнтом для австрійського тижневика News. В них Фріцль казав, що "завжди знав протягом 24 років, що те, що я роблю, не є правильним, що я, мабуть, був божевільний, щоб зробити таке, але це стало нормальним явищем вести друге життя в підвалі мого будинку ».
Щодо поводження з сім'єю і дружиною Фріцль заявив: "Я не такий звір, яким медіа змушують мене бути". Щодо свого поводження з Елізабет та її дітьми в льоху, він пояснив, що він приносив квіти до Елізабет та книги, іграшки для дітей у «бункер», як він це називав, і часто дивився відео з дітьми та їв їжу з Елізабет і дітьми. Фріцль вирішив ув'язнити Елізабет після того, як вона "більше не дотримувалася жодних правил", коли стала підліткою. "Ось чому мені довелося щось робити; мені довелося створити місце, де я міг би силою тримати Елізабет вдалині від зовнішнього світу". Він припустив, що наголос на дисципліні в нацистську епоху, протягом якого він виріс до десятирічного віку, може вплинути на його погляди на пристойність та гарну поведінку. Головний редактор журналу News відзначив у своїй редакції, що вони очікують, що заява Фріцля стане основою оборонної стратегії його адвоката. Критики заявили, що заява, можливо, була приводом для підготовки захисту від божевілля.
Розмірковуючи про своє дитинство, Фріцль спочатку характеризував свою матір як "найкращу жінку в світі" і "настільки сувору, як це було необхідно". Пізніше він висловив негативну думку про матір і стверджував, що "вона звикла бити мене, била мене, поки я не лежав в басейні крові на підлозі. Це залишало мене з почуттям цілковитої приниженості та слабкості. Моя мати була служницею, і вона все життя наполегливо працювала, вона ніколи мене не цілувала, ніколи не обіймала, хоча хотів цього - я хотів, щоб вона була добра зі мною". Він також стверджував, що мати називала його "сатаною, злочинцем, недоброзичливцем", що він "жахливо боявся її". У 1959 році після того, як Фріцль одружився і купив будинок, його мати переїхала до них. З часом їх ролі змінилися, і мати стала боятися його. Врешті він також зізнався, що пізніше зачинив матір на горищі та замурував її за вікном, сказавши сусідам, що вона померла, і тримав її зачиненою до смерті в 1980 році. Невідомо, як довго Фріцль тримав матір на горищі, але газети припускають, що це могло бути до 20 років.
У доповіді судової психіатрині Адельхеїд Кастнер мати Фріцла описується як непередбачувана та образлива. Фріцль назвав себе дитиною-"алібі", ніби його матір народила його, тільки щоб довести, що вона не безплідна і може мати дітей. Фріцль стверджував, що його патологічна поведінка є вродженою. Він зізнавався, що планував затримати дочку під час ув'язнення за попередній вирок у зґвалтуванні, щоб висловити свою "злу сторону". Він сказав: "Я народився для зґвалтування, і я стримував себе досить довго. Я міг би поводитися набагато гірше, ніж ґвалтувати доньку". Судово-психіатр діагностував Фріцлю "важкий комбінований розлад особистості", який включав межові, шизотипові та шизоїдні особистості та сексуальний розлад, і рекомендував Фріцлю отримувати психіатричну допомогу до кінця життя.
Нещодавні звіти показали, що Фріцль задумав план знущання над донькою не для дисципліни, а для власного задоволення.

### Прокурорське розслідування
Відповідно до угоди про те, що їй більше ніколи не доведеться бачити батька, 11 липня 2008 року Єлизавета Фріцль дала відеозаписи перед австрійськими прокурорами та слідчими.
13 листопада 2008 року влада Австрії висунула обвинувальний акт проти Йозефа Фріцля. Він буде судитися за вбивство немовляти Майкла, що помер незабаром після народження , загрожує між 10 роками та довічним. Його також звинувачували в зґвалтуванні, інцесті, викраденнях, фальшивому ув’язненні та рабстві, які мають 20-річний термін.

## Суд над Йозефом Фріцлом
Суд над Йозефом Фріцлем почався 16 березня 2009 року в місті Санкт-Пельтен під головуванням судді Андреа Гамер. 

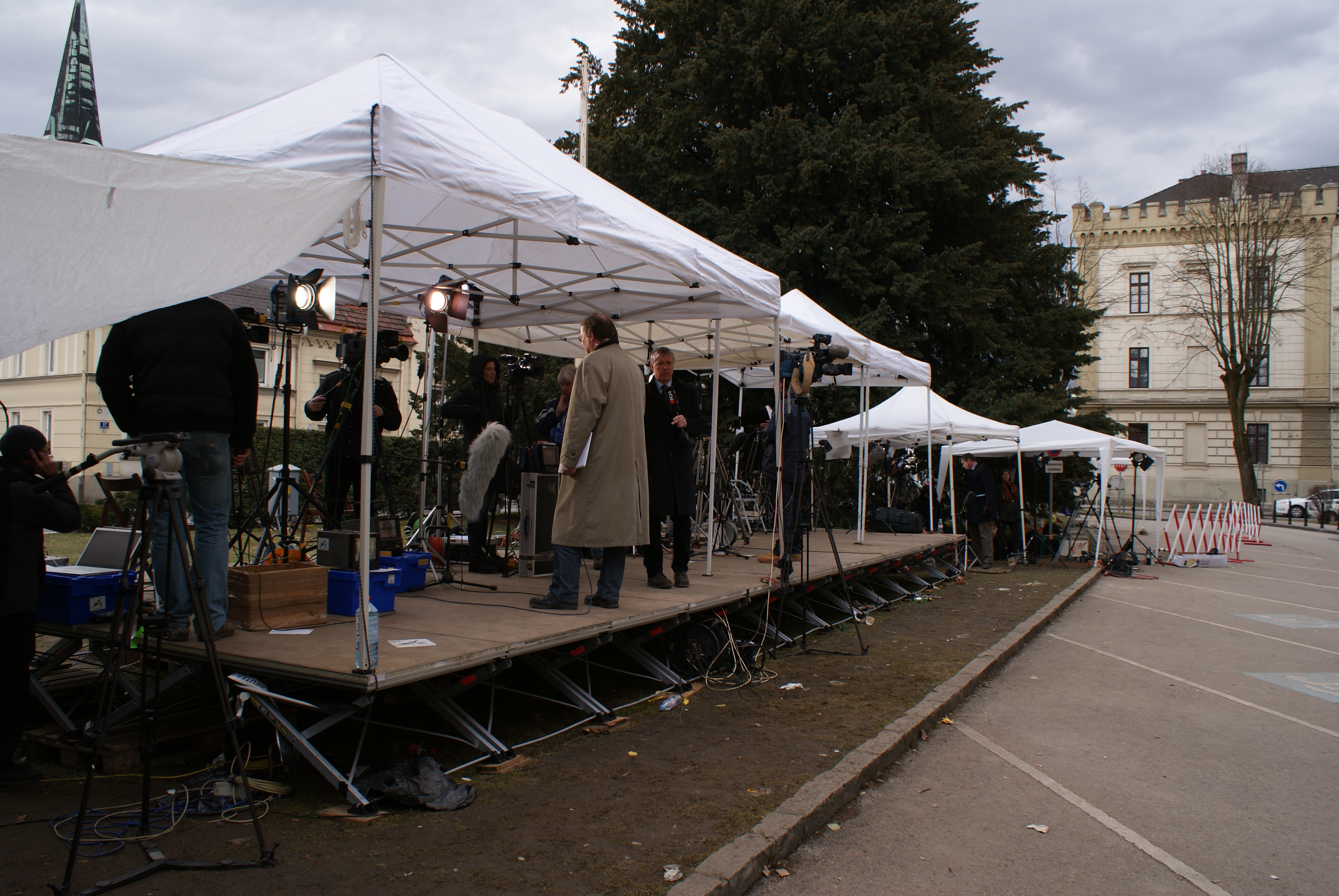
Журналісти під час суду над Фріцлом

Першого дня Фріцль увійшов до зали суду, намагаючись сховати обличчя від камер за синьою папкою, на яку мав право за австрійським законодавством. Після відкриття коментарів усіх журналістів та глядачів попросили вийти із зали суду, після чого Фріцль опустив палітурку. Фріцль визнав свою вину за всіма звинуваченнями, за винятком вбивства та жорстокого нападу, погрожуючи подати в полон своїх полонених, якщо вони не послухаються його.
У вступному слові захисник Рудольф Майєр звернувся до присяжних із закликом бути об'єктивними та не піддаватися емоціям. Він наполягав, що Фріцль "не чудовисько", заявивши, що Фріцль приніс ялинку своїм полоненим у підвал під час свят.
Крістіану Беркхайзер, для якої це була її перша справа з моменту призначення головною прокуроркою, наполягала на довічному ув'язненні в установі для психічно хворих злочинців. Вона продемонструвала присяжним присяжних низьку висоту стелі в підземеллі підвалу, зробивши позначку на дверях до зали суду в 1 м 74 см, і описала льох як "вологий і запліснявілий", принісши коробку затхлих предметів із погребу, запах яких змусив присяжних засідати.
У перший день свідчень присяжні спостерігали 11 годин свідчень, записаних Елізабет в сесіях з поліцією та психологами в липні 2008 року. Стрічка, як кажуть, була настільки важкою, що вісім присяжних не дивилися більше двох годин за раз. Чотири присяжні були в режимі очікування, щоб замінити будь-якого з чергових присяжних у випадку, якщо вони не змогли б чути більше жодних доказів.
Окрім відео свідчень, старший брат Елізабет Харальд дав свідчення, що Йозеф фізично жорстоко поводився з дітьми. Дружина Йозефа Розмарі та діти Елізабет відмовилися свідчити.
18 березня 2009 року Елізабет Фріцль взяла участь у другому дні кримінального судового розгляду проти батька, готуючись до книги, яку вона повинна написати про своє випробування. Вона більше не планує бачити батька. Адвокат Фріцля, Рудольф Майєр, підтвердив, що вона знаходилася в галереї відвідувачів, переодягнувшись під час виходу її відеосвідчень. "Йозеф Фріцль визнав, що Елізабет перебуває в суді, і з цього моменту ви могли бачити, що Фріцль зблід, він зламався", - сказав Майєр. "Це була зустріч очей, яка змінила його думку". Наступного дня Фріцль розпочав розгляд справи, звернувшись до судді та змінивши свої прохання на вину за всіма звинуваченнями.
19 березня 2009 року Фріцля засудили до довічного позбавлення волі без можливості умовно-дострокового звільнення на 15 років. Він сказав, що прийняв вирок і не буде оскаржувати. Відбував покарання в абатстві Гарстен, колишньому монастирі у Верхній Австрії, перетвореному у в'язницю.

### Відповідь уряду
Охарактеризувавши "мерзенні події", пов'язані з одним окремим випадком, канцлер Австрії Альфред Гусенбауер заявив, що планує розпочати іміджеву кампанію для відновлення репутації країни за кордоном.

## Після тортур
Суддя Андреа Гамер, яка головувала в суді, заявила, що медичні експерти повідомили, що Елізабет та її діти знаходяться в "відносно хорошому здоров'ї".
Після опіки Елізабет, усі шість її живих дітей та її мати були поміщені в місцеву клініку, де їх захищали від зовнішнього середовища та надавали медико-психологічне лікування. Членам родини Фріцлів було запропоновано нову ідентичність, але було підкреслено, що саме їм вирішувати.
Бертольд Кепплінгер, керівник клініки, де лікували Елізабет та дітей, заявив, що Елізабет та троє дітей, яких тримали у полоні в погребі, потребують подальшої терапії, щоб пристосуватися до світла через роки у напівтемряві. Вони також потребували лікування, щоб впоратися з усім додатковим простором, який мали зараз для руху.
У травні 2008 року в центрі міста Амштеттен було показано плакат ручної роботи, створений Елізабет, її дітьми та матір'ю в терапевтичному закладі. У повідомленні подякували місцевим людям за підтримку. "Ми, вся родина, хотіли б скористатися нагодою, щоб подякувати всім вам за співчуття до нашої долі", - написали вони. "Ваше співчуття дуже допомагає нам подолати ці важкі часи, і це показує нам, що тут також є хороші та чесні люди, які про нас дійсно піклуються. Ми сподіваємось, що незабаром настане час, коли ми зможемо знайти свій шлях назад до нормального життя".
Керстін возз'єдналася зі своєю сім'єю 8 червня 2008 року, коли її пробудили від штучно спричиненої коми. Лікарі сказали, що вона забезпечить повне одужання.
Було виявлено, що Елізабет та її діти були більш травмовані, ніж вважалося раніше. Під час неволі Керстін виривала волосся. Стефан не міг правильно ходити через зріст 1.73, що змушував його схилятися у 1,68-метра-high (5 фут 6 дюйм) льосі. Звичайні повсякденні події, такі як затемнення вогнів або закриття дверей, занурювали Керстін і Стефана в тривогу і панічні атаки. Інші троє дітей Елізабет, яких виховував батько, піддавались гніву та обуренню.
В кінці липня 2008 року з'ясувалося, що Елізабет наказала Розмарі покинути віллу, яку вони ділили в секретному місці, встановленому психіатричним закладом. Елізабет засмутилася пасивністю матері в процесі її виховання.
Адвокат Крістоф Гербст, який представляє Елізабет та її родину, сказав: "На щастя, все йде дуже добре"; вони проводять свій час, відповідаючи на сотні листів з усього світу. Фелікс, Керстін та Стефан, виховані під землею з матір'ю, навчились плавати. Усі діти Елізабет відвідували чотириденний літній табір, який організували пожежники, разом із 4000 іншими молодими відпочиваючими в серпні 2008 року. Діти з матір'ю також здійснювали одноденні поїздки, включаючи виїзди з плавання, на яких потрібно було дбати про те, щоб вони не були доступними для папарацці та захищали приватне життя.
У березні 2009 року Елізабет та діти були змушені переїхати з прихованого будинку сім'ї та повернулися до психіатричної клініки, де медичний персонал почав намагатися оздоровити сім'ю та об'єднати братів та сестер "згори" та "знизу". Повідомлялося, що Елізабет була збентежена і близька до зриву після того, як британський папарацці ввірвався в її кухню і почав фотографувати.
Після суду Елізабет та шість її дітей переїхали до безіменного села на півночі Австрії, де живуть у будинку, що нагадує фортецю. Всім дітям потрібна терапія, що триває. До факторів, які травмували дітей "нагорі", Йозеф брехав їм, ніби мати відмовилася від них, жорстоке насильство від нього в дитинстві, і з'ясування що їх рідних ув'язнили в погребі. Діти "знизу" отримують терапію наслідків позбавлення нормального розвитку, свіжого повітря та сонячного світла і зловживань, яке вони та матір отримали від Йосифа, коли він відвідував їх у підвалі. У всіх дітей можуть бути генетичні проблеми, характерні для дітей, народжених в інцестуальних відносинах. Елізабет відсторонена від матері, яка прийняла розповідь Йозефа про приєднання доньки до культу і не займалася цим питанням, але Елізабет дозволяє трьом дітям, які виросли в будинку Йозефа та Розмарі, регулярно відвідувати бабусю. Розмарі живе одна в маленькій квартирі.
Стаття березня 2010 року в The Independent зазначала, що Елізабет та її діти одужали надзвичайно добре. За словами сестри Йозефа, Крістіни, Елізабет любить проводити час за покупками, часто відвідуючи душі та керуючи автомобілем. Вона без проблем склала іспит на водіння. Повідомлялося, що її стосунки з Томасом, одним із її охоронців (на 23 роки молодшим) тривають, і він став фігурою старшого брата для дітей. Усі діти Елісавети мають нормальні стосунки між собою, і діти згори повільно почали визнавати Елізабет своєю матір'ю. Діти із задоволенням перебувають на свіжому повітрі, грають у відеоігри та проводять час із мамою та бабусею. Незважаючи на їхні напружені стосунки, Елізабет та Розмарі почали більше відвідувати одна одну, і Елізабет, як повідомлялось, пробачила матір, що повірила історії батька.
28 червня 2013 року працівники почали наповнювати підвал будинку Фріцля бетоном. Ліквідатор нерухомості Вальтер Анзбек заявив, що будівництво обійдеться в 100 000 євро і на його завершення піде тиждень. Будинок повинен був продаватися на відкритому ринку. Хоча більшість сусідів схвалили цю пропозицію, деякі вважали за краще знести майно через його історію. Особам, які шукають притулку, було запропоновано будинок для проживання. Будинок був проданий за 160 000 євро в грудні 2016 року і буде перетворений на квартири.
У травні 2017 року Йозеф Фріцль змінив ім'я на Йозеф Майрхофф, ймовірно, через те, що вступив у бійку у в'язниці, внаслідок якої кілька зубів вибиті, після того, як інші ув'язнені створили фальшивий профіль знайомств із його ім’ям та фотографією. Марк Перрі, британський журналіст, який взяв інтерв'ю у Фріцля в камері, каже, що той не виказує зрікань за свої злочини. Він постійно говорив: "Просто заглянь у підвали інших людей, там ти можеш знайти інші сім'ї та дівчат".
У квітні 2019 року повідомлялося, що здоров'я Йозефа Фріцля падає і що він не хоче більше жити.

## ЗМІ
- Життя та злочини Йозефа Фріцла змальовано у документальному фільмі Monster: The Josef Fritzl 2010 року. [68]